# Ferguson (Kentucky)
Ferguson és una població dels Estats Units a l'estat de Kentucky. Segons el cens del 2000 tenia 881 habitants.

## Demografia
Segons el cens del 2000, Ferguson tenia 881 habitants, 360 habitatges, i 249 famílies. La densitat de població era de 194,4 habitants/km².
Dels 360 habitatges en un 27,8% hi vivien nens de menys de 18 anys, en un 56,4% hi vivien parelles casades, en un 10% dones solteres, i en un 30,8% no eren unitats familiars. En el 26,1% dels habitatges hi vivien persones soles l'11,7% de les quals corresponia a persones de 65 anys o més que vivien soles. El nombre mitjà de persones vivint en cada habitatge era de 2,45 i el nombre mitjà de persones que vivien en cada família era de 2,92.
Per edats la població es repartia de la següent manera: un 22,9% tenia menys de 18 anys, un 10,8% entre 18 i 24, un 27,8% entre 25 i 44, un 24,9% de 45 a 60 i un 13,6% 65 anys o més.
L'edat mediana era de 38 anys. Per cada 100 dones de 18 o més anys hi havia 94 homes.
La renda mediana per habitatge era de 30.855 $ i la renda mediana per família de 37.841 $. Els homes tenien una renda mediana de 27.386 $ mentre que les dones 17.308 $. La renda per capita de la població era de 13.355 $. Entorn del 10% de les famílies i el 16,5% de la població estaven per davall del llindar de pobresa.

## Poblacions més properes
El següent diagrama mostra les poblacions més properes.